# Еухеніо-Саенс (Техас)
Еухеніо-Саенс (англ. Eugenio Saenz) — переписна місцевість (CDP) в США, в окрузі Старр штату Техас. Населення — 182 особи (2020).

## Географія
Еухеніо-Саенс розташоване за координатами 26°21′30″ пн. ш. 98°37′59″ зх. д. / 26.35833° пн. ш. 98.63306° зх. д. (26.358253, -98.633123).  За даними Бюро перепису населення США в 2010 році переписна місцевість мала площу 0,08 км², уся площа — суходіл.

## Демографія
Згідно з переписом 2010 року, у переписній місцевості мешкало 159 осіб у 40 домогосподарствах у складі 37 родин. Густота населення становила 2115 осіб/км².  Було 43 помешкання (572/км²).
Расовий склад населення:
| - 100,0 % — білих |

До двох чи більше рас належало 0,0 %. Частка іспаномовних становила 100,0 % від усіх жителів.
За віковим діапазоном населення розподілялося таким чином: 35,2 % — особи молодші 18 років, 58,5 % — особи у віці 18—64 років, 6,3 % — особи у віці 65 років та старші. Медіана віку мешканця становила 27,8 року. На 100 осіб жіночої статі у переписній місцевості припадало 89,3 чоловіків;  на 100 жінок у віці від 18 років та старших — 98,1 чоловіків також старших 18 років.
Цивільне працевлаштоване населення становило 18 осіб. Основні галузі зайнятості: освіта, охорона здоров'я та соціальна допомога — 55,6 %, будівництво — 44,4 %.